# Rita Schweiger
Rita Schweiger (* 6. Mai 1943 in Moosburg an der Isar) ist eine deutsche Politikerin (CSU).
Schweiger besuchte die Volksschule Nandlstadt und die Realschule Moosburg, machte danach eine dreijährige Ausbildung in der ländlichen Hauswirtschaft und die Meisterprüfung. Sie besuchte die Landvolkshochschule und war Ausbilderin. 1965 wurde sie Mitunternehmerin eines landwirtschaftlichen Betriebs.
1972 wurde Schweiger Mitglied der CSU. Sie war Kreis- und Bezirksvorsitzende der Frauen-Union und Schriftführerin im CSU-Bezirksvorstand. Ab 1972 war sie Mitglied des Kreistags, von 1982 bis 2003 war sie Mitglied des Bayerischen Landtags.
Schweiger wurde mit der Kommunalen Verdienstmedaille, dem Bayerischen Verdienstorden, der Silbernen Ehre VLF, dem Silbernen Abzeichen der Verkehrswacht und der Verfassungsmedaille in Silber ausgezeichnet.